# Стрейндж, Джордж
Джордж М. Стрейндж (англ. George M. Strange; 9 ноября 1880, Портаж-ла-Прери, Канада — 1961, Торонто, Канада) — канадский гребец, серебряный призёр летних Олимпийских игр 1904.
На Играх 1904 в Сент-Луисе Стрейндж участвовал только в соревнованиях восьмёрок. Его команда заняла второе место и выиграла серебряные медали.